# Anthriscus cerefolium
Anthriscus cerefolium, el perifollo, cerefolio, perejil francés o  prifolio, es una especie del género Anthriscus emparentada con el perejil. Es nativa del Cáucaso pero fue diseminada en toda Europa por los romanos, donde se naturalizó.

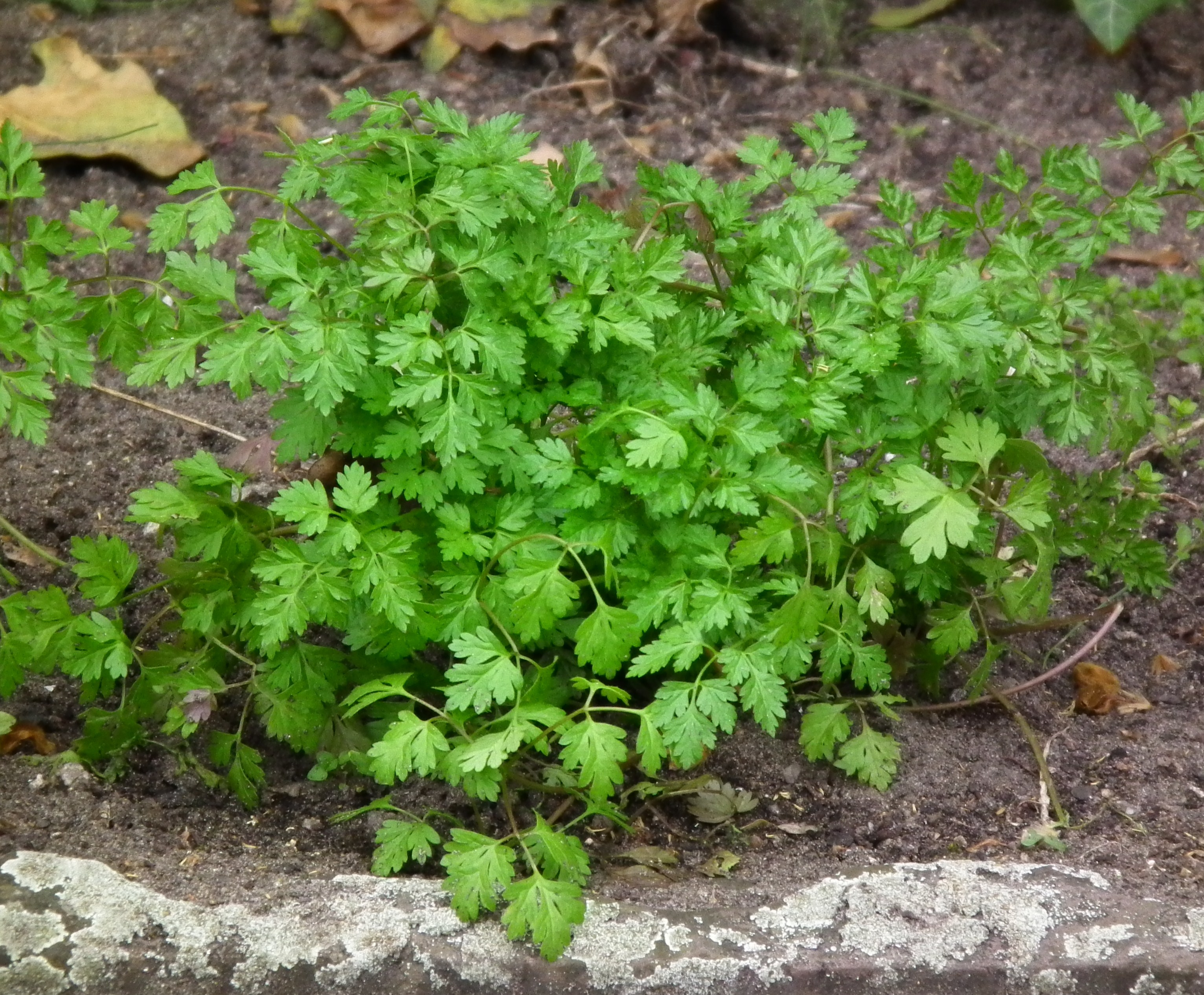
Vista de la planta

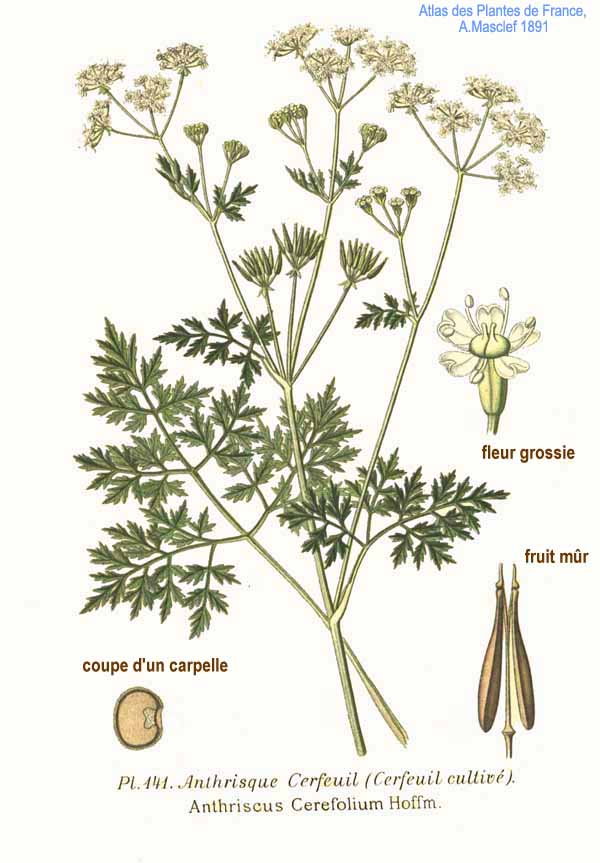
Ilustración

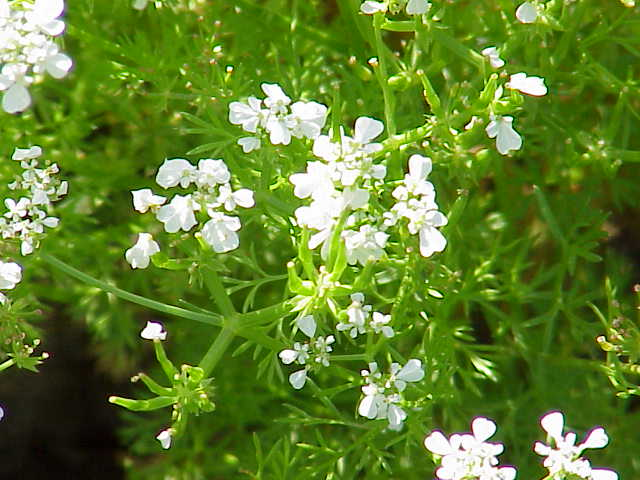
Detalle de las flores

## Características
Planta herbácea cultivada, de carácter anual, crece entre 40-70 cm de altura. Los tallos son de 30 a 40 cm de alto, finos, ramosos, huecos y estriados. Las hojas son tripinnadas, recortadas en lóbulos lanceolados, y pueden ser rizadas. Las diminutas flores blancas forman pequeñas umbelas de 2,5 a 5 cm de diámetro. El fruto, de alrededor de 1 cm de largo, es oblongo, con un delgado caballón en forma de pico, estriado, y cuando madura adquiere un color negro. 
La planta despide un aroma agradable.

## Historia
Ya era conocida por Plinio el Viejo como cerefolium. El nombre puede provenir del griego anthos (flor) y rischos (setos) por el lugar donde habita, o bien de antherix (caña) por la forma de su pistilo.

## Usos
El perifollo es una planta que se emplea más para uso culinario que medicinal. Es diurética, aperitiva, tónica y estimulante. Se puede utilizar como sustituto del perejil.
Indicaciones: es carminativo, expectorante, diurético, aperitivo, tónico, estimulante, estomacal, antiescrofular. Afrodisíaco. Algunos autores sospechan que puede producir dermatitis de contacto y reacciones alérgicas como la fiebre del heno. Al recoger las hojas tiernas debe asegurarse de no confundirlas con las de Aethusa cynapium ni con las de Oenanthe crocata, de muy alta toxicidad.
Otros usos: sus hojas secas se usan como especias, y su sabor recuerda a una mezcla de anís y alcaravea, o de anís y perejil. Las semillas se usan en el norte de África como especia en los mismos platos que el cilantro.  También es usado como colorante amarillo.

## Taxonomía
Anthriscus cerefolium fue descrita por (L.) Hoffm. y publicado en Genera Plantarum Umbelliferarum 41–42. 1814.
Etimología
Anthriscus: el nombre genérico puede provenir del griego anthos (flor) y rischos (setos) por el lugar donde habita, o bien de antherix (caña) por la forma de su pistilo.
cerefolium: epíteto latino que significa "hojas de cera".
Sinonimia
- Anthriscus cerefolium var. longirostris (Bertol.) Cannon
- Anthriscus cerefolium subsp. trichosperma Nyman
- Anthriscus chaerophyllus St.-Lag.
- Anthriscus longirostris Bertol.
- Anthriscus sativa Besser
- Anthriscus trachysperma Rchb. ex Nyman
- Anthriscus trichosperma (Lam.) Spreng.
- Cerefolium cerefolium (L.) Britton
- Cerefolium sativum Besser
- Cerefolium sylvestre Besser
- Cerefolium trichospermum Besser
- Chaerefolium cerefolium (L.) Schinz
- Chaerefolium trichospermum (Schinz & Thell.) Stankov
- Chaerophyllum cerefolium (L.) Crantz
- Chaerophyllum nemorosum Lag. ex DC.
- Chaerophyllum sativum Lam.
- Scandix cerefolium L.	basónimo
- Scandix tenuifolia Salisb.[5]

## Nombres comunes
- Castellano: cerefolio, perifolio, perifollo, perifollos, salsa de pastor, velesa.[6]